# 홍성현
홍성현(1987년 11월 9일 ~ )은 대한민국의 희극 배우이자 연극 배우이다.

## 학력
- 송호고등학교
- 공주대학교 응용수학과 중퇴

## 출연작

### 방송
- 《개그콘서트》 (KBS)

《민상토론》
《고집불통》
《출소》부하 역
《우주 라이크》
《일어나》
《넘사벽》
《무.리.텔 (무비 리틀 텔레비전)》
《해보고 싶었습니다》
《돌아가》
《창과 방패》
《볼빨간 회춘기》
《일당 Back》

## 공연
- 2010년 《배꼽》(연극)
- 2013년 《뉴배꼽》
- 2016년 《폭소바겐》
- 2017년 《나의스타에게》
- 2018년 《뉴배꼽 - 대전》
- 2018년 《나의스타에게 - 평택》
- 2018년 《뉴배꼽 앵콜공연 - 대전》
- 2019년 《코미디연극 엔돌핀 - 대전》